# Orsk
Orsk (tiếng Nga: Орск) là một thành phố Nga. Thành phố này thuộc chủ thể Orenburg Oblast. Thành phố có dân số 250.963 người (theo điều tra dân số năm 2002). Đây là thành phố lớn thứ 75 của Nga theo dân số năm 2002.